# Велоспорт на літніх Олімпійських іграх 2000
У змаганнях з велоспорту на літніх Олімпійських іграх 2000 розіграно 18 комплектів нагород у таких видах: шосейний велоспорт, велоспорт на треку і маунтенбайк.

## Шосейні гонки
| Дисципліни                         | Золото                       | Срібло                          | Бронза                     |
| ---------------------------------- | ---------------------------- | ------------------------------- | -------------------------- |
| групова шосейна гонка (чоловіки)   | Ян Ульріх · Німеччина        | Олександр Винокуров · Казахстан | Андреас Кледен · Німеччина |
| роздільна шосейна гонка (чоловіки) | В'ячеслав Єкімов · Росія     | Ян Ульріх · Німеччина           | Вакантно                   |
| групова шосейна гонка (жінки)      | Леонтін Зейлард · Нідерланди | Ганка Купфернаґель · Німеччина  | Діана Жилюте · Литва       |
| роздільна шосейна гонка (жінки)    | Леонтін Зейлард · Нідерланди | Марі Голден · США               | Жанні Лонго · Франція      |

## Велоперегони на треку

### Чоловіки
| Дисципліни                         | Золото                                                                         | Срібло                                                                                | Бронза                                                                                          |
| ---------------------------------- | ------------------------------------------------------------------------------ | ------------------------------------------------------------------------------------- | ----------------------------------------------------------------------------------------------- |
| Кейрін                             | Флоріан Руссо · Франція                                                        | Ґарі Нейванд · Австралія                                                              | Єнс Фідлер · Німеччина                                                                          |
| Медісон                            | Австралія (AUS) Бретт Ейткен Скотт Мак-Ґрорі                                   | Бельгія (BEL) Етьєн Де Вільде Метью Ґілмор                                            | Італія (ITA) Сільвіо Мартінелло Марко Вілла                                                     |
| Гонка за очками                    | Жуан Льянерас · Іспанія                                                        | Мільтон Вінантс · Уругвай                                                             | Олексій Марков · Росія                                                                          |
| індивідуальна гонка переслідування | Роберт Бартко · Німеччина                                                      | Єнс Леманн · Німеччина                                                                | Бредлі Мак-Ґі · Австралія                                                                       |
| командна гонка переслідування      | Німеччина (GER) Ґвідо Фульст Роберт Бартко Даніель Беке Єнс Леманн Олаф Поллак | Україна (UKR) Сергій Чернявський Сергій Матвєєв Олександр Симоненко Олександр Феденко | Велика Британія (GBR) Пол Меннінг Кріс Ньютон Браян Стіл Бредлі Віґґінз Джонатан Клей Роб Гейлс |
| спринт                             | Марті Нотстейн · США                                                           | Флоріан Руссо · Франція                                                               | Єнс Фідлер · Німеччина                                                                          |
| командний спринт                   | Франція (FRA) Флоріан Руссо Арно Турнан Лоран Гане                             | Велика Британія (GBR) Кріс Гой Крейґ Мак-Лін Джейсон Квіллі                           | Австралія (AUS) Ґарі Нейванд Шон Іді Даррін Гілл                                                |
| гіт                                | Джейсон Квіллі · Велика Британія                                               | Штефан Німке · Німеччина                                                              | Шейн Келлі · Австралія                                                                          |

### Жінки
| Дисципліни                         | Золото                       | Срібло                       | Бронза                             |
| ---------------------------------- | ---------------------------- | ---------------------------- | ---------------------------------- |
| гонка за очками                    | Антонелла Беллутті · Італія  | Леонтін Зейлард · Нідерланди | Ольга Слюсарєва · Росія            |
| індивідуальна гонка переслідування | Леонтін Зейлард · Нідерланди | Маріон Кліньє · Франція      | Івонн Мак-Грегор · Велика Британія |
| Спринт                             | Фелісія Балланже · Франція   | Оксана Гришина · Росія       | Ірина Янович · Україна             |
| гіт                                | Фелісія Балланже · Франція   | Мішель Ферріс · Австралія    | Цзян Цуйхуа · Китай                |

## Маунтінбайк
| Дисципліни | Золото                    | Срібло                      | Бронза                      |
| ---------- | ------------------------- | --------------------------- | --------------------------- |
| чоловіки   | Мігель Мартінес · Франція | Філіп Мейргеґе · Бельгія    | Крістоф Заузер · Швейцарія  |
| жінки      | Паола Пеццо · Італія      | Барбара Блаттер · Швейцарія | Маргаріта Фульяна · Іспанія |

## Таблиця медалей
| Місце                | Країна                | Золото | Срібло | Бронза | Загалом |
| -------------------- | --------------------- | ------ | ------ | ------ | ------- |
| 1                    | Франція (FRA)         | 5      | 2      | 1      | 8       |
| 2                    | Німеччина (GER)       | 3      | 4      | 3      | 10      |
| 3                    | Нідерланди (NED)      | 3      | 1      | 0      | 4       |
| 4                    | Італія (ITA)          | 2      | 0      | 1      | 3       |
| 5                    | Австралія (AUS)       | 1      | 2      | 3      | 6       |
| 6                    | Велика Британія (GBR) | 1      | 1      | 2      | 4       |
| 6                    | Росія (RUS)           | 1      | 1      | 2      | 4       |
| 8                    | США (USA)             | 1      | 1      | 0      | 2       |
| 9                    | Іспанія (ESP)         | 1      | 0      | 1      | 2       |
| 10                   | Бельгія (BEL)         | 0      | 2      | 0      | 2       |
| 11                   | Україна (UKR)         | 0      | 1      | 1      | 2       |
| 11                   | Швейцарія (SUI)       | 0      | 1      | 1      | 2       |
| 13                   | Казахстан (KAZ)       | 0      | 1      | 0      | 1       |
| 13                   | Уругвай (URU)         | 0      | 1      | 0      | 1       |
| 15                   | Китай (CHN)           | 0      | 0      | 1      | 1       |
| 15                   | Литва (LTU)           | 0      | 0      | 1      | 1       |
| Загалом (16 збірних) | Загалом (16 збірних)  | 18     | 18     | 17     | 53      |

## Побиті рекорди
| Дисципліна                                    | Ім'я                                                                    | Країна          | Результат | Дата       | Рекорд |
| --------------------------------------------- | ----------------------------------------------------------------------- | --------------- | --------- | ---------- | ------ |
| Гіт з місця на 1 км (чоловіки)                | Джейсон Квіллі                                                          | Велика Британія | 1'01"609  | 16 вересня | OR     |
| індивідуальна гонка переслідування (чоловіки) | Роберт Бартко                                                           | Німеччина       | 4'18"972  | 16 вересня | OR     |
| індивідуальна гонка переслідування (чоловіки) | Роберт Бартко                                                           | Німеччина       | 4'18"515  | 16 вересня | OR     |
| командна гонка переслідування (чоловіки)      | Браян Стіл Пол Меннінг Бредлі Віґґінз Кріс Ньютон                       | Велика Британія | 4'04"030  | 18 вересня | OR     |
| командна гонка переслідування (чоловіки)      | Ґвідо Фульст Роберт Бартко Даніель Беке Єнс Леманн                      | Німеччина       | 4'01"810  | 18 вересня | OR     |
| командна гонка переслідування (чоловіки)      | Олександр Феденко Олександр Симоненко Сергій Матвєєв Сергій Чернявський | Україна         | 4'00"830  | 19 вересня | WR, OR |
| командна гонка переслідування (чоловіки)      | Ґвідо Фульст Роберт Бартко Даніель Беке Єнс Леманн                      | Німеччина       | 3'59"710  | 19 вересня | WR, OR |
| гіт з місця на 500 метрів (жінки)             | Фелісія Балланже                                                        | Франція         | 34"140    | 16 вересня | OR     |
| гонка переслідування (жінки)                  | Леонтін Зейлард                                                         | Нідерланди      | 3'31"570  | 17 вересня | OR     |
| гонка переслідування (жінки)                  | Леонтін Зейлард                                                         | Нідерланди      | 3'30"816  | 17 вересня | WR, OR |

OR = олімпійський рекорд, WR = світовий рекорд
Джерела